# سوبرادو
سوبرادو (به اسپانیایی: Sobrado) یکی از دهستان‌های اسپانیا است که در استان لاکرونیا واقع شده‌است.

## خصوصیات
سوبرادو ۱۲۰٫۶۴ کیلومترمربع مساحت و ۲٬۱۶۸ نفر جمعیت دارد و ۵۱۰ متر بالاتر از سطح دریا واقع شده‌است.